# Kanton Livry-Gargan
Der Kanton Livry-Gargan ist seit 1964 ein französischer Wahlkreis im Arrondissement Le Raincy, im Département Seine-Saint-Denis und in der Region Île-de-France; sein Hauptort ist Livry-Gargan.

## Gemeinden
Der Kanton besteht aus zwei Gemeinden mit insgesamt 76.058 Einwohnern (Stand: 1. Januar 2022) auf einer Gesamtfläche von 11,33 km²:
| Gemeinde            | Einwohner 1. Januar 2022 | Fläche km² | Dichte Einw./km² | Code INSEE | Postleitzahl |
| ------------------- | ------------------------ | ---------- | ---------------- | ---------- | ------------ |
| Clichy-sous-Bois    | 29.551                   | 3,95       | 7.481            | 93014      | 93390        |
| Livry-Gargan        | 46.507                   | 7,38       | 6.302            | 93046      | 93190        |
| Kanton Livry-Gargan | 76.058                   | 11,33      | 6.713            | 9311       | –            |

Bis zur Neuordnung bestand der Kanton Livry-Gargan aus der Gemeinde Livry-Gargan. Sein Zuschnitt entsprach einer Fläche von 7,38 km2.

## Bevölkerungsentwicklung
| 1962   | 1968   | 1975   | 1982   | 1990   | 1999   | 2006   |
| ------ | ------ | ------ | ------ | ------ | ------ | ------ |
| 29 679 | 32 063 | 32 917 | 32 778 | 35 387 | 37 288 | 41 445 |